# Johannes Coymans (1645-1703)
Johannes Coymans, Jan of Joan (23 maart 1645 - 28 april 1703) was een koopman, bankier en schepen (1683). Coymans was lid van de firma Coymans, directeur van de Levantsche handel, kerkmeester van de Zuiderkerk, regent van het Deutzenhofje en kapitein in de schutterij. Rond 1660 verbleef hij in Frankrijk, eerst in Lyon, vervolgens in Zwitserland en Italië, toen de perikelen rondom het huwelijk van zijn zus Alette een hoogtepunt bereikten. In 1663 was hij weer thuis. Hij trouwde in 1674 met Erckenraad Bernard en woonde in Amsterdam op de Keizersgracht tegenover de Westerkerk. Van daaruit dreef hij zaken samen met moeder Sophia Trip, Joan Huydecoper van Maarsseveen en zijn katholieke zwager Carel Voet. Jan Coymans was sterk betrokken bij de afhandeling van het 'Asiento de Negros', in 1685 afgesloten door zijn broer Balthasar Coymans (1652-1686) in Cadiz. 
Het echtpaar had vier kinderen, die jong overleden: Jan (1675), Erckenraad (1676), Jan (1678) en Sophia Dorethea (1680).